# 張麒 (弘治進士)
張麒（1477年—？），字子仁，陝西澄城縣人，錦衣衛官籍，明朝政治人物。

## 生平
弘治十一年（1498年）戊午科順天府鄉試第七十六名。弘治十八年（1505年）乙丑科会试第二百三十五名，二甲第八十八名進士。官至長史。

## 家族
曾祖父張昇；祖父張智；父張真，錦衣衛大漢將軍百戶。母盧氏。具庆下。弟张麟。